# Santiuste
Santiuste – gmina w Hiszpanii, w prowincji Guadalajara, w Kastylii-La Mancha, o powierzchni 10,4 km². W 2011 roku gmina liczyła 23 mieszkańców.